# Saison 5 de Downton Abbey
Chronologie
Saison 4 Saison 6
Cet article présente les épisodes de la cinquième saison de la série télévisée britannique Downton Abbey.

## Époque
La cinquième saison commence un an après la quatrième saison, en 1924, alors que Ramsay MacDonald vient d'être élu Premier ministre travailliste. Cette saison se fait aussi l'écho de la révolution russe de 1917 et de l'arrivée en Grande-Bretagne de réfugiés, principalement des aristocrates.

## Distribution de la saison

### Acteurs principaux
- Hugh Bonneville (VF : Patrick Bonnel) : Lord Robert Crawley
- Michelle Dockery (VF : Ingrid Donnadieu) : Lady Mary Josephine Crawley
- Maggie Smith (VF : Mireille Delcroix) : Lady Violet Crawley
- Elizabeth McGovern (VF : Odile Cohen) : Lady Cora Crawley
- Penelope Wilton (VF : Sylvie Genty) : Isobel Crawley
- Laura Carmichael (VF : Anneliese Fromont) : Lady Edith Crawley
- Allen Leech (VF : Yannick Blivet) : Tom Branson
- Jim Carter (VF : Vincent Grass) : Charles Carson, majordome
- Brendan Coyle (VF : Pascal Casanova) : John Bates
- Joanne Froggatt (VF : Olivia Luccioni) : Anna Bates
- Kevin Doyle (VF : Jean-François Lescurat) : Joseph Molesley
- Rob James-Collier (VF : Stéphane Pouplard) : Thomas Barrow
- Phyllis Logan (VF : Denise Metmer) : Elsie Hughes
- Sophie McShera (VF : Audrey Sablé) : Daisy Mason (née Robinson)
- Lesley Nicol (VF : Nicole Favart) : Beryl Patmore
- Lily James (VF : Laëtitia Godès) : Lady Rose MacClare
- Edward Speleers (VF : Benjamin Gasquet) : James « Jimmy » Kent
- David Robb (VF : Bernard Alane) : Dr Richard Clarkson
- Raquel Cassidy (VF : Dominique Westberg) : Phyllis Baxter
- Tom Cullen (VF : Julien Sibre) : Anthony Foyle, Lord Gillingham
- Julian Ovenden (VF : Rémi Bichet) : Charles Blake

### Acteurs récurrents
- Samantha Bond (VF : Anne Kerylen) : Lady Rosamund Painswick
- Peter Egan (VF : Jean-Luc Kayser) : Lord Hugh « Shrimpie » MacClare
- Daisy Lewis (VF : Julia Vaidis-Bogard) : Sarah Bunting
- Brendan Patricks (VF : Frédéric Popovic) : Evelyn Napier
- Douglas Reith (VF : Bernard Lanneau) : Lord Merton
- Andrew Scarborough (VF : Loïc Houdré) : Tim Drewe
- Jeremy Swift (VF : Guillaume Bouchède) : Spratt

### Invités
- Harry Hadden-Paton (VF : Thibaut Lacour) : Herbert « Bertie » Pelham
- Richard E. Grant (VF : Frédéric Cerdal) : Simon Bricker, historien de l'art
- Anna Chancellor (VF : Véronique Augereau) : Lady Anstruther, ancienne employeuse de Jimmy Kent
- Rade Šerbedžija (VF : Féodor Atkine) : Prince Kuragin, réfugié russe

## Épisodes

### Épisode 1:Tradition et Rébellion
- Royaume-Uni : 21 septembre 2014 sur ITV
- France : 10 janvier 2015 sur TMC
- Québec : 24 octobre 2015 à la Télévision de Radio-Canada[2]

- Royaume-Uni : 10,7 millions de téléspectateurs (première diffusion)

- Anna Chancellor : Lady Anstruther
- Douglas Reith : Richard Grey, baron Merton
- Harriet Walter : Lady Prudence Shakleton
- Louise Calf : Kitty Colthurst

Janvier 1924. La vie poursuit son cours à Downton Abbey : pour se remarier Mary veut être sûre d'aimer Lord Gillingham. Il lui demande sa main et lui propose de devenir amants. Il lui suggère une escapade à deux loin de Downton.
Edith se morfond et rend secrètement visite à sa fillette confiée aux Drewes, un couple du village. Margie Drewe soupçonne Edith d'être amoureuse de son mari et ignore la raison des fréquentes visites d'Edith à sa fille Marigold. Tim Drewe avoue à Edith qu'il connaît la vérité.
Lady Violet cherche à contrecarrer les possibilités de remariage et d'ascension sociale d'Isobel à qui Lord Merton, nanti d'un charmant château et d'une jolie fortune, fait la cour. Violet provoque donc une rencontre entre Lord Merton et Lady Shakleton, veuve comme lui et très séduisante.
Mary dit à Lord Gillingham qu'elle l'aime, qu'elle est prête à se remarier, et qu'elle ne voudrait pas se tromper.
Tom revoit officiellement la jeune institutrice socialiste grâce à l'intervention déplacée de Rose qui la convie à une soirée donnée à Downton. Le courant passe mal entre Miss Bunting et la famille Crawley. Miss Bunting émet des opinions politiques très tranchées lors du dîner, critiquant et irritant Lord Grantham. Lady Violet clôt la discussion en affirmant : « Les principes sont comme les prières : nobles, bien sûr, mais inconvenants dans une fête. »
Côté domestiques, Carson est prié de présider un comité pour l'édification d'une stèle à la mémoire des victimes de la guerre 1914-18. Daisy souhaite s'instruire en vue de travailler un jour dans la ferme de M. Mason. Elle commence à étudier l'arithmétique et la comptabilité grâce aux livres qu'elle s'est procurés. La nouvelle teinture capillaire de Molesley suscite un grand scepticisme, tant chez les maîtres que chez les gens de maison. Agacé par sa soirée, Robert demande à Carson de laisser Molesley en cuisine tant que ses cheveux virent au bleu.
Thomas poursuit ses machinations contre Bates et exerce un chantage envers Baxter, menaçant de révéler son passé. Cette dernière le devance en révélant à Cora qu'elle a effectué trois années de prison pour un vol de bijoux chez ses anciens employeurs. Lorsque Thomas dénonce Baxter auprès de Cora, cette dernière est extrêmement mécontente car elle lui reproche d'avoir introduit une personne coupable d'un délit alors qu'il était au courant. En raison de la qualité de son travail, Cora décide de la garder à son service jusqu'à nouvel ordre.

### Épisode 2:Un vent de liberté
- Royaume-Uni : 28 septembre 2014 sur ITV
- France : 10 janvier 2015 sur TMC
- Québec : 31 octobre 2015 à la Télévision de Radio-Canada

- Royaume-Uni : 10,46 millions de téléspectateurs (première diffusion)

- Emma Lowndes : Margie Drewe
- Richard E. Grant : Simon Bricker, historien de l'art
- Naomi Radcliff : Mrs Elcot

Du 15 ou 17 février au 23 avril 1924. Les tensions au sujet de l'emplacement du mémorial se poursuivent : le centre du village, ou le terrain de cricket ? Carson change d'avis : le mémorial sera finalement situé dans le village, comme le préconisaient Lord Grantham et Mme Hughes.
Jimmy quitte Downton, à la suite du scandale causé par sa liaison avec Lady Anstruther. Thomas regrette son départ. Daisy suit avec succès des cours de mathématiques avec Sarah Bunting, la jeune institutrice. Madame Patmore paie les cours, à raison de cinq schillings par semaine. 
Charles Blake se rend à Downton, accompagné de Simon Bricker, un historien de l'art intéressé par une peinture de Piero della Francesca conservée au château. Blake déclare à Lady Mary qu'il lui souhaite bonne chance avec Gillingham. Lors de la soirée, des divergences politiques apparaissent entre Tom et Robert, au sujet de la Révolution russe et des réfugiés russes, dont Rosa s'occupe de l'accueil. Lord Grantham se réjouit du refus de dîner de Sarah Bunting qu'il qualifie de « Rosa Luxembourg de pacotille ». Robert craint qu'elle ne détourne Tom de Downton. 
Mary prépare son escapade à Liverpool avec Lord Gillingham, non sans avoir envoyé Anna, mortifiée, acheter des préservatifs dans une bourgade éloignée.
Edith ne peut plus se passer de sa fillette, Marigold. Elle consulte ses parents en prétendant vouloir aider une orpheline. Elle jouera, avec la complicité du fermier Drewe, le rôle de marraine et bienfaitrice au grand dam de Margie, la mère d'accueil.
Baxter attend la décision de Cora sur son avenir. Thomas dénonce son délit auprès de Molesley. Ce dernier interroge Baxter au sujet du vol de bijoux auprès de son ancien employeur. Elle refuse de s'accorder des circonstances atténuantes, affirmant que jadis elle était une criminelle, tout en affirmant qu'elle est désormais une autre personne. Cora temporise sa décision de la renvoyer.
Rose se confronte à Lord Grantham et à Carson pour l'installation d'un poste de radio : Lord Grantham est finalement convaincu lorsqu'il apprend que le roi George V s'apprête, pour la première fois de l'Histoire, à prononcer un discours radiodiffusé, le 23 avril 1924, à l'occasion de l'ouverture de l'Exposition de l'Empire britannique à Wembley. Toute la maisonnée écoute religieusement le roi, debout. De son côté, Mary arrive à Liverpool.

### Épisode 3:Le Bonheur d’être aimé
- Royaume-Uni : 5 octobre 2014 sur ITV
- France : 17 janvier 2015 sur TMC
- Québec : 7 novembre 2015 à la Télévision de Radio-Canada

- Royaume-Uni : 10,15 millions de téléspectateurs (première diffusion)

- Emma Lowndes : Margie Drewe
- Richard E. Grant : Simon Bricker, historien de l'art
- Rade Sherbedgia : Prince Igor Kuragin

1924 (entre fin avril et septembre). L'édification du mémorial commence, au cœur du village. Carson, président du Comité, s'oppose à ce que le nom d'Archie, le neveu de Mrs Patmore (fusillé pour désertion), y figure. Cela ravive le chagrin de Mrs Patmore.
Lord Grantham étudie un projet de construction d'une cinquantaine de logements à Pips Corner, une section des terres appartenant à Downton.
L'attention de Thomas est attirée par une annonce du London Magazine sous le titre « Choisissez votre destinée ». Il passe une série d'appels téléphoniques, prétendant que son père est mourant.
Des soupçons se concentrent sur Bates. Anna est de plus en plus inquiète car un témoin de l'accident de Green s'est manifesté. Avant sa mort, Green s'est plaint du mauvais traitement qu'il avait reçu à Downton et de l'attitude hostile de Bates à son égard. Bates est interrogé et décrit à l'agent Willis son emploi du temps à York ; il aurait eu le temps de se rendre à Londres.
Au grand hôtel de Liverpool, l'escapade de Lord Gillingham et de Mary se termine. Ils sont surpris par Spratt, le majordome de Violet qui lui rapporte sa découverte. Violet désapprouve cette parenthèse. Mary ne sait plus si elle doit épouser Lord Gillingham et s'en ouvre à Tom. Mary trouve Lord Gillingham « gentil », mais elle n'en est pas amoureuse. En parallèle, Charles Blake revient à Downton.
Edith irrite Mme Drewe, qui lui demande de se tenir à distance de sa fille ; elle en est effondrée. Anna et Mrs Hughes sont informées de ses tourments. Lors du début d'incendie à Downton, elles ont trouvé une photo de Marigold bébé sous l'oreiller d'Edith. Mrs Drewe est furieuse de l'attitude d'Edith toujours plus accaparante avec sa fille. Drewe demande à Edith de suspendre ses visites chez lui, momentanément.
Rose s'occupe d' aristocrates russes réfugiés et les invite à Downton pour une réception. 
Cora se rend à Londres pour un bref séjour en vue d'un essayage de vêtements. Elle demande à Baxter de lui raconter son passé criminel en détail sous peine de renvoi. Baxter lui confie alors avoir été sous l'emprise de Peter Coyle, un amant séduisant qui l'a forcée à voler avant de s'enfuir. Cora lui pardonne et la garde auprès d'elle, même si Baxter refuse de dénoncer Coyle aux autorités judiciaires.
Cora profite de ce séjour pour revoir Bricker, qui lui fait la cour, sortir et dîner avec lui. Elle lui fait quelques confidences sur sa jeunesse à New York où, très jolie, fille d'un nouveau riche, elle était peu susceptible de contracter un mariage prestigieux en Amérique[pas clair]. À son retour tardif chez sa belle-sœur, Rosalind, son mari l'attend, venu de façon impromptue de Downton, fâché et jaloux du tête-à-tête qu'elle vient de passer avec Bricker. 

### Épisode 4:Révolution à Downton
- Royaume-Uni : 12 octobre 2014 sur ITV
- France : 17 janvier 2015 sur TMC
- Québec : 14 novembre 2015 à la Télévision de Radio-Canada

- Royaume-Uni : 10,25 millions de téléspectateurs (première diffusion)

- Christopher Rozycki : Comte Nikolai Rostov
- Catherine Steadman : Mabel Lane Fox

1924 (avant septembre). Lord Grantham est sollicité par un promoteur immobilier pour vendre une petite partie de ses terres à Pips Corner, afin de construire un lotissement près du village. L'idée le répugne, mais Tom et Mary soulignent le constant besoin d'argent. 
Lord Merton confesse son amour à Isobel et la demande en mariage ; touchée, elle promet d'y réfléchir. Violet en est plutôt contrariée, même si les deux femmes sont devenues plus proches. Violet découvre que le prince Kuragin vit dans des conditions matérielles précaires. Elle confie à Isobel avoir failli tout quitter en 1874 pour le suivre. À présent, elle se préoccupe du sort de son épouse, la princesse Irina, disparue dans la tourmente révolutionnaire. 
Mary se rend à Londres pour assister à un défilé de mode, surtout pour annoncer sa volonté de rupture à Lord Gillingham, qui refuse d'y croire. Elle revoit fortuitement Charles Blake, présent lui aussi à Londres. 
Edith est écartée par Margie Drewe et ne voit plus sa petite Marigold. Elle apprend que Michael Gregson était en conflit avec les chemises brunes à Munich. 
Lord Grantham déclare qu'il compatit au drame que vit Mrs Pathmore. Carson refuse que le nom de son neveu Archie figure sur le mémorial en raison de sa lâcheté. 
Anna est suivie de près par Scotland Yard à la suite dume la mort de Green, le valet de Lord Gillingham, qui l'a violée. Le secret d'Anna est connu de son mari, de Mrs Hughes et de Lady Mary, qui la protègent, ainsi que Bates. 
Thomas suit un traitement censé "guérir" son homosexualité. Baxter le découvre ; Thomas refuse toute aide de sa part. Molesley abandonne ses prétentions au titre de premier valet, constatant combien il implique de cumuler de nombreuses tâches.
De retour de Bombay, le père de Rose annonce que le divorce avec la mère de celle-ci est inévitable. Rose lui fait promettre de ne jamais la forcer à un mariage de convenance.

### Épisode 5:Tout ce qui compte…
- Royaume-Uni : 19 octobre 2014 sur ITV
- France : 17 janvier 2015 sur TMC
- Québec : 21 novembre 2015 à la Télévision de Radio-Canada

- Royaume-Uni : 10,39 millions de téléspectateurs (première diffusion)

- Louis Hilyer : Inspecteur Vyner (de Scotland Yard)

1924 (après le 22 septembre). Lord Grantham approuve le projet de lotissement à condition qu'il soit équilibré et construit par un entrepreneur local. 
Apprenant la rupture de Lady Mary, son autre prétendant, Charles Blake se replace sur les rangs et organise un dîner avec Mabel, Mary et lui. Mabel les quitte, fâchée.
Thomas est de plus en plus affecté par le traitement (des injections) qu'il s'inflige pour renoncer à son homosexualité, seule Baxter en a deviné l'objectif et s'en inquiète. 
Mrs Patmore touche un petit héritage de quelques centaines de livres léguées par l'une de ses tantes. Carson lui conseille d'investir dans une entreprise d'immobilier, elle envisage plutôt l'achat d'un cottage pour 300 livres, qu'elle compte louer dans un premier temps. 
Miss Bunting, l'institutrice, comprend qu'elle est allée trop loin et que Tom a des liens forts avec Downton (le souvenir de son épouse, sa fille). Il met un terme à leur relation. Elle part enseigner dans un établissement secondaire à Preston, elle quitte donc le village, au grand dam de Daisy. 
Rose rencontre par hasard à York, sous un orage, un jeune homme charmant, Atticus Aldridge, banquier, qui l'accompagne à l'église où elle s'occupe des réfugiés russes. 
Le sergent Willis, accompagné de l'inspecteur Vyner de Scotland Yard, continue à interroger Anna, Bates, Mrs Hughes et Carson ; Anna doute d'être un jour en paix. 
Rosalind arrive de Londres, elle ne peut faire autrement que de dire à sa mère, Violet, la nature du lien entre Edith et Marigold. Violet et Rosalind, devant l'attitude hostile des fermiers, essaient de convaincre Edith de leur retirer sa fillette et de la mettre en pension en France. Edith ne peut s'y résoudre et cherche une solution. 

### Épisode 6:Étape par étape
- Royaume-Uni : 26 octobre 2014 sur ITV
- France : 24 janvier 2015 sur TMC
- Québec : 28 novembre 2015 à la Télévision de Radio-Canada

- Royaume-Uni : 9,87 millions de téléspectateurs (première diffusion)

- Sue Johnston : Miss Denker (femme de chambre de Lady Violet)
- Jamie Bradley : le coiffeur
- Penny Downie : Lady Sinderby
- James Faulkner : Lord Sinderby

Lady Edith reçoit un télégramme de Londres. Le rédacteur en chef du journal vient à Downtown confirmer la mort de Gregson, lors du putsch de la Brasserie de Munich. Elle hérite de sa société d'édition. Les Drewe lui refusent leur porte, l'empêchant de voir sa fille Marigold. 
Lady Violet revoit le Prince Kuragin dans son misérable logis ; il lui dit n'avoir jamais aimé qu'elle et semble peu se soucier du sort de sa propre épouse. Lady Violet refuse de regarder vers le passé et s'inquiète davantage du sort de la princesse Kuragin. Sur le plan privé, elle doit gérer les conflits entre Spratt, son majordome, et Miss Denker, sa nouvelle femme de chambre.
Robert et Cora se réconcilient. Robert réalise que l'immobilier est une activité économique d'avenir. La chienne Isis tombe malade. Lady Mary se fait couper les cheveux « à la garçonne », et participe à une course de chevaux où les parents d'Atticus rencontrent Rose et les Crawley. Le père d'Atticus n'est pas ravi que son fils soit épris d'une non-juive. Lors du dîner qui suit, Cora, dont le père était juif, rassure le père d'Atticus. 
Thomas dénonce Baxter et les époux Bates à la police. Il demande de l'aide à Baxter. Elle obtient que Thomas abandonne son dangereux traitement (une électro-thérapie et des injections abdominales de solution saline pratiquées avec une seringue non désinfectée) contre l'homosexualité et se fasse soigner par le Dr Clarkson. Ce dernier et Baxter convainquent Thomas de s'accepter tel qu'il est. Thomas semble s'adoucir. 
Mrs Patmore achète le cottage qu'elle désirait acquérir pour ses vieux jours. Sa visite des lieux avec Mrs Hughes et Mr Carson constitue l'occasion pour Mrs Patmore de se réconcilier avec lui. Daisy poursuit ses études en dépit du départ de Miss Bunting. Elle trouve une aide inattendue en la personne de Molesley.
Bates est choqué et triste de trouver par hasard chez lui l'attirail contraceptif utilisé par Lady Mary : il croit qu'Anna ne veut pas d'enfant de lui. Elle clarifie la situation. La police continue son enquête au sujet de la mort de Green et interroge Baxter à la suite de la réception de la lettre anonyme de Thomas. Bates avoue à Anna qu'il sait que c'est Green qui l'a violée et qu'il a voulu le tuer, mais n'a pas mis son projet à exécution pour préserver Anna d'un veuvage infamant. Le billet de train était inutilisé. Cette dernière est soulagée de savoir son mari innocent.

### Épisode 7:Désillusions
- Royaume-Uni : 2 novembre 2014 sur ITV
- France : 24 janvier 2015 sur TMC
- Québec : 5 décembre 2015 à la Télévision de Radio-Canada

- Royaume-Uni : 10,77 millions de téléspectateurs (première diffusion)

1924. Edith a emmené secrètement sa fillette à Londres, Gregson lui ayant légué sa maison d'édition. Lady Violet et Rosalind décident de révéler sa situation à Cora ; la mère adoptive de l'enfant les devance. Cora leur en veut beaucoup de lui avoir caché la situation de sa fille et l'existence de sa petite-fille. Mary trouve que l'inquiétude pour Edith est excessive. Violet lui assène qu'"un manque de compassion peut être aussi vulgaire qu'un excès de larmes."
Cora et Rosalind partent pour Londres et retrouvent Edith. Cora persuade sa fille de revenir à Downton et promet de trouver un moyen pour que Marigold y soit élevée avec Sybil et George. Elle y parvient, dans l'étonnement de Mary et les réticences de son mari. 
Lord Gillingham comprend qu'il n'a plus aucune chance auprès de Mary. Il la remplace aussitôt par son ex-fiancée, Mabel. Son rival, Charles Blake, part en mission en Pologne, pour plusieurs mois : Mary n'a donc plus de soupirant. 
Tom songe de plus en plus sérieusement à partir aux États-Unis. Il y a un cousin établi à Boston auprès duquel il a pris des renseignements sur la vie outre-Atlantique.
La chienne Isis se meurt d'un cancer, ce qui affecte grandement Robert. Il refuse d'euthanasier l'animal et veille sur lui.
Isobel annonce son mariage avec Lord Merton. Violet craint de perdre la seule amie qu'elle voyait quotidiennement.  Rose et Atticus décident de se marier. Lors d'un dîner, Larry, le fils de Lord Merton, insulte Isobel, Atticus et même Tom (qui lui avait autrefois ravi Sybil). Isobel est bouleversée par le rejet de ses futurs beaux-fils. 

### Épisode 8:Menaces et Préjugés
- Royaume-Uni : 9 novembre 2014 sur ITV
- France : 24 janvier 2015 sur TMC
- Québec : 12 décembre 2015 à la Télévision de Radio-Canada

- Royaume-Uni : 10,44 millions de téléspectateurs (première diffusion)

- Michael Fox : Andy, valet
- Sophie Cosson : une prostituée
- Sarah Crowden : Lady Manville
- Darren Machin : Basil Shute

Fin 1924. Rose et Atticus vont se marier à Londres malgré les désapprobations manifestes du père d'Atticus (Rose n'est pas juive) et de la mère de Rose (Atticus est juif) qui n'hésite pas à utiliser des moyens ignobles pour empêcher ce mariage civil. Atticus est piégé par un photographe et par une prostituée feignant avoir eu une relation avec lui le soir de son enterrement de vie de garçon. Atticus soupçonne Lord Sinderby ; c'est en réalité la mère de Rose qui a manigancé cette intrigue. Rose a deux alliés : son père et la mère d'Atticus qui invite les Grantham à passer du temps avec eux à la campagne. 
Tom est décidé à partir pour Boston. Son cousin veut qu'il le rejoigne. Mary est mélancolique : Rose quitte Downton, Tom aussi, ils ont des projets, elle n'en a pas ; Carson la console en lui confirmant que Tony Gillingham n'était pas fait pour elle. Edith rayonne car désormais sa fille Marigold vit avec elle à Downton.
Daisy, éclairée par la visite d'un musée de la capitale, a très envie de rester à Londres pour se cultiver. La tristesse de Mrs Patmore la dissuade de choisir si vite une nouvelle vie. 
Violet reçoit la demande du Prince Kouragin de vivre avec elle, alors que son épouse est en vie. Triste, elle encourage Isobel à affronter les fils de Lord Merton et à saisir son bonheur. 
Thomas déjoue les manigances de Denker, la femme de chambre de Lady Violet, que combat aussi Spratt. Andy, le nouveau valet, fait l'objet de toutes les attentions de Thomas. Denker a participé à l'escroquerie du naïf Andy, lors de deux soirées dans un club de jeux. Thomas propose à Andy d'assister à une partie de cartes avec Denker. Il la confond aux yeux de Basil Shute, le malhonnête tenancier du club, qui réclame à Denker l'addition pour ses trois nuits de beuverie.

### Épisode 9:La Réconciliation
- Royaume-Uni : 25 décembre 2014 sur ITV1
- France : 31 janvier 2015 sur TMC
- Québec : 19 décembre 2015 à la Télévision de Radio-Canada

- Royaume-Uni : 7,99 millions de téléspectateurs (première diffusion)

- Alun Armstrong : Stowell (majordome de Lord Sinderby)
- Sebastian Dunn : Charlie Rogers (ami d'Atticus)
- Harry Hadden-Paton : Herbert (Bertie) Pelham
- Jane Lapotaire : Irina princesse Kouragine
- Matthew Goode: Henry Talbot
- Alice Patten : Diana Clark

1924 (durant les dernières semaines de l'année). Lord et Lady Grantham répondent donc à l'invitation de Lord Sinderby, beau-père de Rose, pour une partie de chasse à la grouse au château de Brancaster. Atmosphère tendue car Stowell, le majordome, méprise Lord Sinderby pour ses origines juives et Tom parce qu'il a été chauffeur. Avec l'appui de Lady Mary, Thomas (que Stowell relègue au rang de valet de pied) va lui jouer un tour à sa façon : il écrit un billet ordonnant de servir un plat simple à Lord Sinderby. Robert fait part d'un souci de santé à Cora. Thomas soutire quelques confidences de Stowell au sujet de son maître, lequel a acheté récemment son titre de noblesse.  
Lors d'un dîner, apparaissent Diana Clark et son fils Daniel à la grande confusion de Lord Sinderby, père de l'enfant illégitime. Mary et Rose confondent Stowell : c'est lui qui a fait venir la maîtresse de Sinderby. Elles sauvent la situation avec maestria. Lord Sinderby se montre reconnaissant et espère la discrétion des Crawley. Il invite les parents de Rose à Brancaster et sera désormais plus aimable et retenu vis-à-vis de ses hôtes. Stowell devient prévenant à l'égard de Tom.
Pendant la partie de chasse et les soirées, Mary est attirée par un sémillant jeune homme, Mr Talbot. Edith fait la rencontre d'Herbert (Bertie) Pelham, le fort charmant jeune homme qui gère les terres de Brancaster ; elle est sur un petit nuage car son père lui a pardonné la naissance de Marigold. Seule Mary ignore encore le lien entre sa sœur et la fillette, que Tom a deviné. 
Lady Violet reçoit chez elle la Princesse Kouragin. Elle se montre loyale envers elle, en souvenir du moment où celle-ci avait interrompu son aventure avec le prince, fermant toute nouvelle tentative de rapprochement avec le prince Kouragin. Les Kouragin partent donc ensemble pour Paris. Chez les domestiques, Spratt et Denker poursuivent leur conflit. Isobel renonce à épouser Lord Merton à cause de l'attitude de ses fils.
Bates visite Anna en prison. Cette dernière lui avoue qu'adolescente, elle a agressé, à l'aide d'un couteau, son beau-père abusif. Pendant ce temps, Molesley et Baxter mènent l'enquête pour trouver un alibi à Bates : s'il était à York le jour du meurtre, il ne pouvait être à Londres. Il s'agit de le prouver. C'est le retour général à Downton pour préparer Noël, avec une certaine mélancolie puisque Tom va partir avec Sybil à Boston, que Rose et Atticus s'installent à New York. Mary et Edith, poussées par Tom, font la paix autour de la mémoire de Sybil. Robert annonce son ulcère ; ainsi que la vente réussie d'un tableau, qui renfloue les finances de Downtown.
Robert, de retour à Downton, met tout en œuvre pour faire sortir Anna de prison. Elle revient en effet à Downton (sous caution) car Bates s'est accusé du meurtre de Green et se cache en Irlande où il a de la famille. Seul Lord Grantham sait comment le joindre. Mrs Hughes visite des cottages avec Carson et lui avoue qu'elle n'a pas un penny de côté car elle paie une pension à un institut pour sa sœur Beckie, déficiente mentale. À Downton, Andrew Parker (Andy) est engagé en qualité de valet.
Après maintes recherches pendant leurs jours de congé, auprès de tous les tenanciers de bars, Molesley et Baxter retrouvent le pub où Bates a déjeuné à York le jour du meurtre. Robert les remercie chaudement ; son avocat informe la police. Le témoignage contre Anna s'avère peu fiable et ne tiendrait pas face à un jury. 